# 6 ربيع الأول
- السبت
- الأحد
- الاثنين
- الثلاثاء
- الأربعاء
- الخميس
- الجمعة

- 2731 أغسطس 2024
- 281 سبتمبر 2024
- 292 سبتمبر 2024
- 303 سبتمبر 2024
- 14 سبتمبر 2024
- 25 سبتمبر 2024
- 36 سبتمبر 2024
- 47 سبتمبر 2024
- 58 سبتمبر 2024
- 69 سبتمبر 2024
- 710 سبتمبر 2024
- 811 سبتمبر 2024
- 912 سبتمبر 2024
- 1013 سبتمبر 2024
- 1114 سبتمبر 2024
- 1215 سبتمبر 2024
- 1316 سبتمبر 2024
- 1417 سبتمبر 2024
- 1518 سبتمبر 2024
- 1619 سبتمبر 2024
- 1720 سبتمبر 2024
- 1821 سبتمبر 2024
- 1922 سبتمبر 2024
- 2023 سبتمبر 2024
- 2124 سبتمبر 2024
- 2225 سبتمبر 2024
- 2326 سبتمبر 2024
- 2427 سبتمبر 2024
- 2528 سبتمبر 2024
- 2629 سبتمبر 2024
- 2730 سبتمبر 2024
- 281 أكتوبر 2024
- 292 أكتوبر 2024
- 303 أكتوبر 2024
- 14 أكتوبر 2024

6 ربيع الأوَّل أو 6 ربيع الأنوار أو يوم 6 \ 3 (اليوم السادس من الشهر الثالث) هو اليوم الخامس والستين من أيَّام السنة (أو السادس والستين لو كان شهر صفر مُتممًا لليوم الثلاثين) وفق التقويم الهجري القمري (العربي). يبقى بعده 289 أو 290 يومًا لانتهاء السنة.

## أحداث
- 543هـ - لويس السابع ملك فرنسا يحاصر دمشق أثناء الحملة الصليبية الثانية.
- 1333هـ - افتتاح أول مكتب بريد في الكويت وذلك في منزل المعتمد البريطاني.
- 1339هـ - الأميرة فاطمة ابنة الخديوي إسماعيل تهب ثروتها البالغة مليوني ليرة ذهبية إلى جامعة إستانبول عند وفاتها.
- 1348هـ - العراق وإيران توقعان معاهدة صداقة أنهيا فيها قرونًا من العداء بينهما.
- 1360هـ - رشيد عالي الكيلاني يقوم بحركة انقلابية في العراق، ينهي خلالها النظام الملكي، ويتلقى مساعدات ألمانية لإقامة جمهورية عراقية، لكن الإنجليز الذين كانوا يحتلون العراق يتدخلون عسكريًا ضد حركته ويتمكنون من إسقاط حكومته.
- 1369هـ - إعلان استقلال إندونيسيا من الاحتلال الهولندي بعد اشتداد الحركة الوطنية هناك وسيطرة الوطنيين على جاوة وسومطرة وغيرهما الأمر الذي أدى إلى اعتراف الهولنديين بالجمهورية الإندونيسية وفق اتفاقية شريبون.
- 1374هـ - اندلاع الثورة الجزائرية والتي أدت لاستقلال الجزائر.
- 1378هـ - تشكيل الثورة الجزائرية ضد المستعمر الفرنسي حكومة مؤقتة برئاسة "فرحات عباس"، وقد اعترف بها في بادئ الأمر إحدى عشرة دولة إسلامية.
- 1400هـ - مصر وإسرائيل تبدآن في إقامة علاقات دبلوماسية بينهما، وإنهاء المقاطعة الاقتصادية بينهما، وإلغاء القيود على حرية حركة الأفراد والبضائع بين البلدين، تنفيذا لمعاهدة السلام المصرية- الإسرائيلية.
- 1411هـ - مجلس الأمن يصدر «القرار رقم 670» والخاص بفرض حظر الجوي على أراضي العراق والكويت ومنع كل الرحلات الجوية لنقل الركاب والبضائع وذلك بسبب غزو العراق للكويت.
- 1439هـ - مقتل 305 أشخاص وإصابة 128 آخرين في هجوم إرهابي على مسجد الروضة بمدينة العريش شمال سيناء.
- 1445هـ - وقف إطلاق النار في مرتفعات قرەباغ بوساطة روسية، بعد اشتباكات استمرت ليومين.

## مواليد
- 604هـ - جلال الدين الرومي، عالم مسلم صوفي وصاحب الطريقة المولوية.
- 1331هـ - خالد بن عبد العزيز آل سعود ملك السعودية الرابع.
- 1384هـ - علي حسن خليل، سياسي وحقوقي لبناني.
- 1393هـ - خالد بدرة، لاعب كرة قدم تونسي.
- 1401هـ - علي الزيتوني، لاعب كرة قدم تونسي.
- 1402هـ - ميسون أبو أسعد، ممثلة سورية.
- 1404هـ - مهدي كريم، لاعب كرة قدم عراقي.
- 1424هـ - الحسن بن محمد السادس، ولي عهد المملكة المغربية.

## وفيات
- 329هـ - أبو العباس محمد الراضي بالله، خليفة عباسي.
- 690هـ - أرغون خان، إلخان المغول الثالث.
- 1072هـ - محمد باشا الكوبريللي، صدر أعظم عثماني ومؤسس أسرة كوبريللي الأرناؤوطية العثمانية.
- 1398هـ - عباس فارس، ممثل مصري.
- 1411هـ - راشد بن سعيد آل مكتوم، حاكم إمارة دبي، ونائب رئيس دولة الإمارات العربية المتحدة.
- 1432هـ - فضل حسن عباس، عالم دين سني أردني.
- 1432هـ -
  - سعد الدين الشاذلي، رئيس أركان حرب القوات المسلحة المصرية الأسبق.
  - فضل عباس، عالم مسلم أردني.
- 1434هـ - محمود عبد العزيز، مغن سوداني.
- 1436هـ - جبار طاووس الكحيلي، الجنزربا (الزعيم الروحي) لطائفة الصابئة المندائية.
- 1438هـ - منى مرعشلي، مطربة لبنانية اشتهرت بلقب «أُم كُلثوم لُبنان».

## وصلات خارجية
- موقع قصة الإسلام: حدث في شهر ربيع الأوَّل.